# Passage du Télégraphe
Pour les articles homonymes, voir Télégraphe (homonymie).
Le passage du Télégraphe est une voie du 20e arrondissement de Paris, en France.

## Situation et accès
Le passage du Télégraphe est situé dans le 20e arrondissement de Paris. Il débute au 39, rue du Télégraphe et se termine au 178, rue Pelleport. C'est une voie privée commune aux bâtiments la jouxtant. Elle est libre d'accès à la circulation publique. Son étroitesse ne permet le passage que d'un véhicule et n'autorise pas le stationnement (article R417-11 du CR).
La plaque côté rue Pelleport indique erronément « impasse Télégraphe ».

## Origine du nom
Il porte ce nom en raison du voisinage de la rue éponyme, y débouchant au niveau du château d'eau.

## Historique
Cette voie a pris cette dénomination en 1932.
Elle comprend des immeubles et des pavillons. Une maison en bois a accueilli une annexe de l'église protestante de la rue du Borrégo, remplacée par un immeuble au début du XXIe siècle. Le no 12 était le site de l'usine de fabrication des Imper Cyclone, remplacée par des HLM. L'atelier de couture Setamil (devenu Etam), vendu à Daniel Hechter, a été démoli en 1983. Au croisement avec la rue Pelleport se trouvait un asile de vieillards, détruit en 1960 et remplacé par un immeuble.
La voie est en partie pavée.